# 瓦斯克

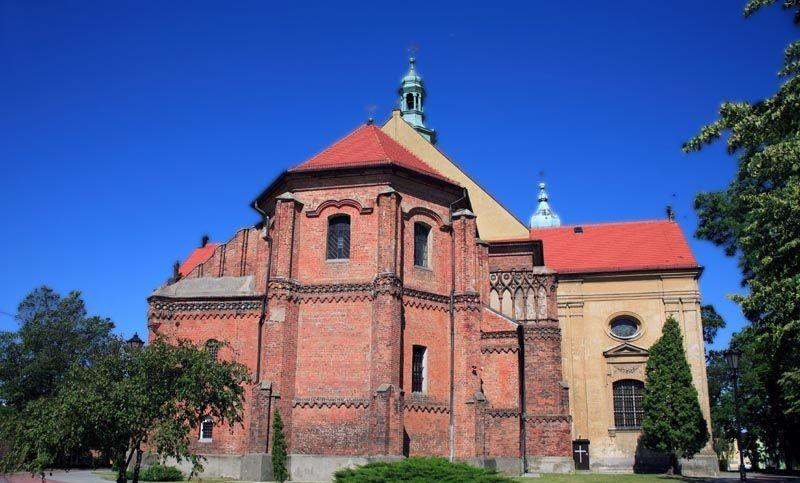

瓦斯克是波蘭的城鎮，位於該國中部，距離首府羅茲35公里，由羅茲省負責管轄，面積15.33平方公里，2006年人口18,684。第二次世界大戰期間，納粹德國在1939年9月至1945年期間佔領該鎮。
51°35′N 19°08′E / 51.583°N 19.133°E